# Apoštolská nunciatura v Angole
Apoštolská nunciatura v Angole je současná papežská reprezentace v Angole.

## Historie
Dne 25. února 1975 byla brevem Quoniam Romano papeže Pavla VI. založena apoštolská delegace a dne 8. července 1997 byla brevem Ad plenius confirmandas papeže Jana Pavla II. povýšena na apoštolskou nunciaturu.

## Seznam apoštolských delegátů a nunciů
Apoštolští delegáti
- Giovanni De Andrea (1975–1983) – titulární arcibiskup z Aquavivy
- Fortunato Baldelli (1983–1991) – titulární arcibiskup z Bevagny
- Félix del Blanco Prieto (1991–1996) – titulární arcibiskup z Vannidy
- Aldo Cavalli (1996–1997) – titulární arcibiskup z Vibo Valentia (poté nuncius)

Apoštolští nunciové
- Aldo Cavalli (1997–2001)
- Giovanni Angelo Becciu (2001–2009) – titulární arcibiskup z Roselle
- Novatus Rugambwa (2010–2015) – titulární arcibiskup z Tagarie
- Petar Rajič (2015–2019) – titulární arcibiskup z Sarsenterumu
- Kryspin Witold Dubiel (od 2024) – titulární arcibiskup z Vannidy